# Los Guerreros
Los Guerreros är en ort i Mexiko.   Den ligger i kommunen Zinapécuaro och delstaten Michoacán de Ocampo, i den södra delen av landet, 160 km väster om huvudstaden Mexico City. Los Guerreros ligger 2 481 meter över havet och antalet invånare är 187.
Terrängen runt Los Guerreros är kuperad. Runt Los Guerreros är det ganska tätbefolkat, med 104 invånare per kvadratkilometer. Närmaste större samhälle är Acámbaro, 19,9 km nordväst om Los Guerreros. I omgivningarna runt Los Guerreros växer huvudsakligen savannskog.